# Hartman, Arkansas
Hartman là một thành phố thuộc quận Johnson, tiểu bang Arkansas, Hoa Kỳ. Năm 2010, dân số của thành phố này là 519 người.

## Dân số
- Dân số năm 2000: 596 người.
- Dân số năm 2010: 519 người.